# Gerhard Blöchl

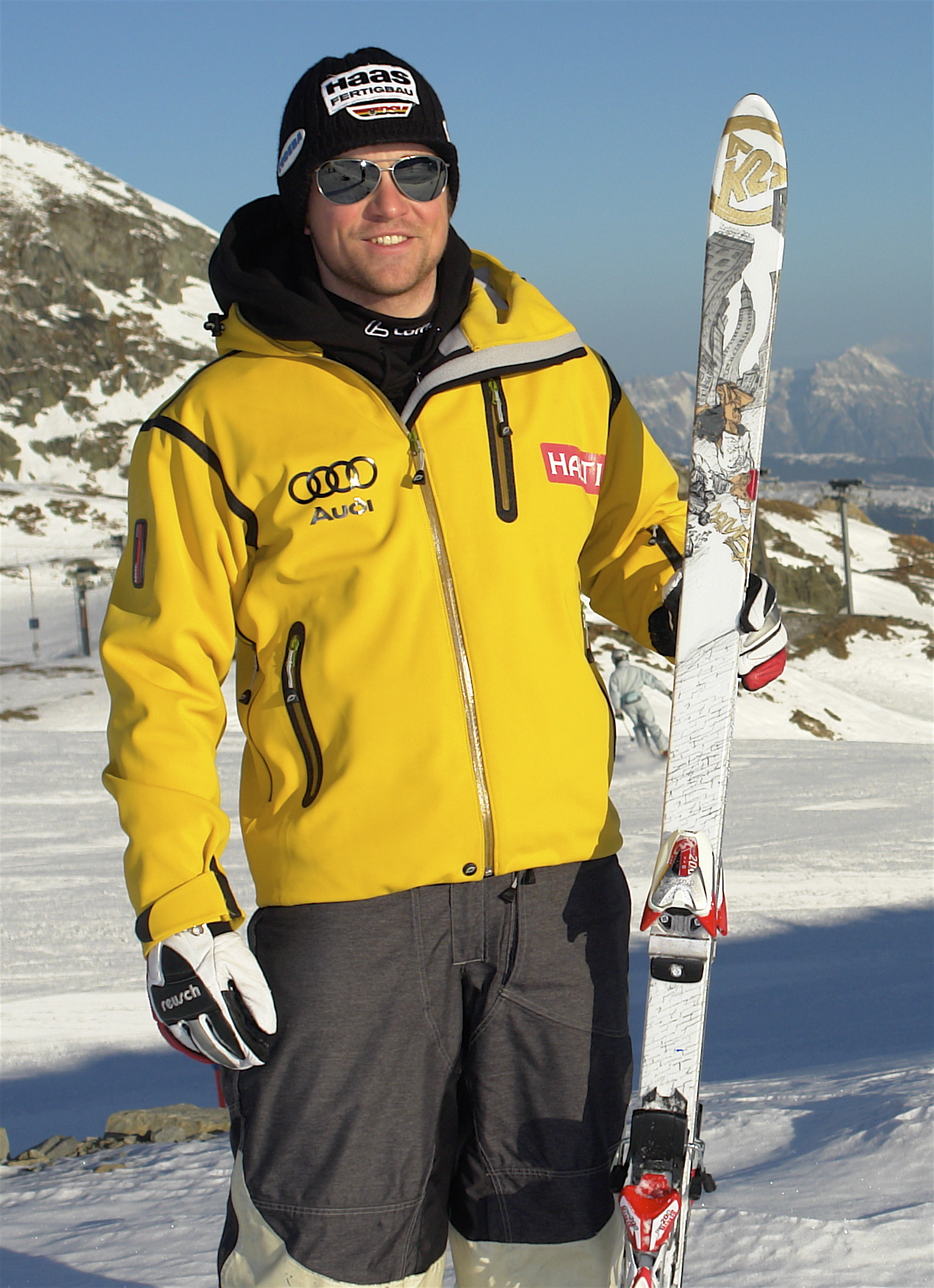
Gerhard Blöchl

Gerhard Blöchl (* 28. August 1981 in Eggenfelden) ist ein deutscher Unternehmer, Autor und ehemaliger Ski-Alpin-Sportler.

## Leben
Blöchl war Weltcupfahrer der Deutschen Ski Freestyle-Nationalmannschaft, Mitglied der Deutschen Olympiamannschaft 2006 und mehrfacher Deutscher Meister in der Buckelpiste.  Er startete für den ESV Mitterskirchen. Sein Trainer war Enno Thomas, der Cheftrainer Freestyle des Deutschen Skiverbandes. Er beendete seine Karriere 2010 aufgrund eines schweren Unfalls bei einem Weltcup in Calgary Kanada, bei dem er sich einen Genickbruch (HWK7) und Abriss des Gluteus Maximus zuzog.
Gerhard Blöchl gründete 2011 zusammen mit Freunden die Firma Social Media Interactive GmbH. Diese bietet Produkte an, die die Kunden schlanker und attraktiver machen sollen. Diese wurde 2016 an Ströer Media verkauft. Blöchl ist Immobilienentwickler für Familien-Architekturhäuser mit der Firma German Design Property GmbH. Zusammen mit seiner Frau betreibt er ein online–Rückenschulprogramm. Blöchl hatte einige Zeit lang in München ein eigenes Fitnessstudio, den Dr. Core Sportclub.

## Sportliche Erfolge
Saison 2009/2010
- 13. Platz FIS Weltcup Soumu (FIN)

Saison 2005/06
- 28. Olympische Winterspiele Turin (ITA)
- 12. Platz FIS Weltcup Single Deer Valley (USA)
- 14. Platz FIS Weltcup Single Lake Placid (USA)

Saison 2004/05
- 17. Platz FIS-Weltmeisterschaften Dual in Ruka (FIN)
- Deutscher Vizemeister Buckelpiste Single

Saison 2003/04
- Deutscher Meister Buckelpiste Single
- Deutscher Meister Buckelpiste Dual

Saison 2002/03
- 15. Platz FIS Weltmeisterschaft Single in Deer Valley (USA)
- 13. Platz FIS Weltcup Single Steamboat (USA)
- 9. Platz FIS Weltcup Dual Madarao (JPN)

Saison 2001/02
- Gerhards erster FIS Weltcupstart in Oberstdorf - Platz 23
- Anschl. Schlüsselbeinbruch und Verletzungspause

Saison 2000/01
- 1. Platz Deutsche Juniorenmeisterschaft Oberstdorf
- 7. Platz FIS-Europa-Cup-Gesamtwertung
- 9. Platz Junioren FIS-Weltmeisterschaft Dual Spinleruv (CZE)

Saison 1998/99
- 2. Platz FIS-Rennen Single Bruneck (ITA)
- 3. Platz FIS-Rennen Single Semmering (AUT)
- 4. Platz Big Air in Stryn (NOR)

1997/98
- 1. Platz Deutschlandpokal Single Jugend Schliersee
- 1. Platz Deutschlandpokal Single Jugend Bergen
- 1. Platz Deutsche Meisterschaft Single Jugend Oberstdorf
- 18. Platz FIS Europacup Single Airolo (SUI)

Single = Einzelbewerb
Dual = Parallel Ausscheidungsrennen

## Auszeichnungen als Unternehmer
Auf der Internationalen Sportmesse in München wurde Gerhard Blöchl mit dem Produkt Skiclett Finalist beim ISPO Brand New Award 2008.

## Veröffentlichungen
- Gerhard und Armin Blöchl: New School. Faszination auf Skiern.  Meyer & Meyer 2004, ISBN 978-3-89899-052-3 (Erweiterte amerikanische Ausgabe zusammen mit David Babic.)